# Corace
Der Corace (im Altertum Crotalus) ist ein Fluss in Kalabrien (Italien).
Der Fluss entspringt in 1050 m Meereshöhe am Monte Brutto in der Provinz Cosenza, durchfließt Bianchi und tritt bei der Ponte di Castagna (in der Nähe der Ruinen des Klosters Corazzo) in die Provinz Catanzaro ein. Bei der Eisenbahnstation Serrastretta-Carlópoli nähert er sich bis auf weniger als einen Kilometer dem Flüsschen Amato, das in den Golf von S. Eufémia im Tyrrhenischen Meer entwässert. Teilweise verläuft die Eisenbahnlinie Cosenza – Catanzaro in seinem von Nordwest nach Südost verlaufenden Tal. Bei Gimigliano wendet sich der Fluss in die südsüdöstliche Richtung, die er bis zu seiner Mündung in das Ionische Meer (Golf von Squillace) zwischen Roccelletta und Catanzaro Marina beibehält.